# Xylopteryx raphaelaria
Xylopteryx raphaelaria är en fjärilsart som beskrevs av Charles Oberthür 1890. Xylopteryx raphaelaria ingår i släktet Xylopteryx och familjen mätare. Inga underarter finns listade i Catalogue of Life.